# 布羅肯鮑 (內布拉斯加州)
布羅肯鮑（英語：Broken Bow）是一個位於美國內布拉斯加州卡斯特縣的城市。根據2010年美國人口普查，該地共人口3559人，而該地的面積約為5.06平方千米。同時該地也是卡斯特縣的縣治。

## 地理
布羅肯鮑的座標為41°24′17″N 99°38′29″W / 41.40472°N 99.64139°W，而該地的平均海拔高度為755米（即2477英尺）。